# Nititorn Mad-adam
Nititorn Mad-adam (thailändisch นิติธร หมัดอาดัม, * 9. Juni 1990) ist ein thailändischer Fußballspieler.

## Karriere
Nititorn Mad-adam  stand bis Ende 2015 bei Songkhla United unter Vertrag. 2013 und 2014 spielte er mit dem Verein aus Songkhla in der ersten Liga des Landes, der Thai Premier League. Hier bestritt er 29 Erstligaspiele. Ende 2014 stieg er mit Songkhla in die zweite Liga ab. Hier spielte er noch ein Jahr für den Klub.
Seit 1. Januar 2016 ist er vertrags- und vereinslos.